# Старе Місто (Підкарпатське воєводство)
Старе Місто (пол. Stare Miasto) — село на Закерзонні, в Польщі, у гміні Лежайськ Лежайського повіту Підкарпатського воєводства (українська етнічна територія Надсяння). Населення — 1690 осіб (2011).

## Історія
Село утворене в 1524 р. з колишнього міста після перенесення на нове місце Лежайська (вперше задокументованого в 1354 р. і з міськими правами з 1397 р.).
У 1565 р. село належало до лежайського староства Перемишльської землі Руського воєводства, мало 26 3/4 ланів ріллі, було 56 кметів, піп з церквою, 31 бортник.
У 1888 р. село Старе Місто з північним присілком Прихоєць знаходилось у Ланьцутському повіті Королівства Галичини та Володимирії, було 275 будинків і проживали 1306 мешканців, з них 427 греко-католиків, 828 римо-католиків, 5 православних і 5 юдеїв.
У 1939 році в селі проживало 1380 мешканців, з них 450 українців-грекокатоликів, 860 поляків і 50 євреїв. Село входило до ґміни Курилувка Ланьцутського повіту Львівського воєводства.
В умовах терору в 1945 р. відповідно до «Угоди про взаємний обмін населенням у прикордонних районах» українське населення Старого Міста було виселене в СРСР. Жителі села були переселені в населені пункти Станіславської області — вивезено 128 осіб (37 сімей).

## Церква
У селі була греко-католицька церква св. о. Николая, яка була дочірньою церквою парафії Лежайськ Канчуцького (з 1920 р. — Лежайського) деканату Перемишльської єпархії. В 1831 р. в селі було 399 греко-католиків.
У 1913 р. замість попередньої дерев'яної збудована нова мурована церква.
У 1939 р. в селі було 346 греко-католиків. Після виселення українців церква перетворена на костел.

## Демографія
Демографічна структура станом на 31 березня 2011 року:
|          | Загалом | Допрацездатний вік | Працездатний вік | Постпрацездатний вік |
| -------- | ------- | ------------------ | ---------------- | -------------------- |
| Чоловіки | 828     | 190                | 556              | 82                   |
| Жінки    | 862     | 189                | 498              | 175                  |
| Разом    | 1690    | 379                | 1054             | 257                  |